# Hu Jadong
Hu Jadong (kitajsko: 胡亚东; pinjin: Hu Yadong), kitajska veslačica, * 3. oktober 1968, Ljudska republika Kitajska.
Hu je za Kitajsko nastopila na Poletnih olimpijskih igrah 1988 v Seulu.
Veslala je v četvercu s krmarjem, ki je osvojil srebrno ter v osmercu, ki je osvojil bronasto medaljo.